# 노승행
노승행(魯勝行, 1940년 ~)은 제34대 광주지방검찰청 검사장을 역임한 법조인이다.

## 생애
1940년 3월 18일 전라남도 함평군에서 태어난 노승행은 광주고등학교 졸업을 거쳐 서울대학교 법학과에서 학사 학위 취득하고 제1회 사법시험에 합격하여 1968년 전주지방검찰청 검사에 임용되었다. 1981년 서울지방검찰청 검사, 1987년 인천지방검찰청 차장검사, 1989년 사법연수원 부원장을 하였다.
1991년 4월 18일에 제37대 청주지방검찰청 검사장에 임명되어 1992년 7월 29일에 제34대 광주지방검찰청 검사장으로 전보되어 재직하였으나 1993년 2월 노승행의 아들인 당시 연세대 의대생이었던 노혁재가 대입 대리시점에 연루된 것에 대해 도의적인 책임을 지고 광주지방검찰청 검사장에서 사퇴하고 변호사 개업을 하였다. 1993년 10월 12일에 발표된 제35회 사법시험에서 노승행의 자녀인 이화여자대학교 법학과를 졸업한 노정연(1967년생)과 서울대학교 공법학과 4학년에 다니는 노혁준(1970년생)이 동시에 합격하여 사법시험 사상 최초로 남매 합격을 했다. 노정연이 사법시험에서 합격할 때 남편은 제27회 사법시험에 합격하고 춘천지방검찰청 강릉지청 소속으로 재직하고 있던 조성욱 (1962년)이다.
노승행은 이후 대한변호사협회 부회장을 하다가 1997년 국무총리 산하 행정심판위원회 위원으로 임명되었으며 2008년 1월 21일 서울 서초동 변호사회관에서 열린 대한공증협회 정기총회에서 협회장으로 선출되었다.
노승행의 딸인 노정연은 SBS TV 생활법률 프로그램 솔로몬의 선택에 고정으로 출연하였고 법무부 여성아동과장, 서울서부지방검찰청 차장검사를 역임 후 2019년 여자대학교 출신 최초로 검사장으로 승진하여 대검찰청 공판송무부장에 임명되었고 아들인 노혁준은 사법연수원 수료 후 판사에 임용되었으나 법학전문대학원(로스쿨)이 개원하면서 법학 교수가 되었고 며느리 김소연은 사법연수원 26기로 판사에 임명된 이후 1999년부터 헌법재판소 재판연구관으로 재직하고 있다. 둘째 딸은 대구지방검찰청과 서울남부지방검찰청에서 부부장검사를 거쳐 헌법재판소에서 파견근무를 하기도 했던 사법연수원 24기인 이상규 검사를 남편으로 두고 있다.